# Misia Sert
Misia Sert, nascuda Maria Sofia Olga Zinaïda Kipriànovna Godebskaia, rus: Мария София Ольга Зинаида Киприановна Годебска, en polonès Maria Zofia Olga Zenajda Godebska (Sant Petersburg, 30 de març de 1872 - París, 15 d'octubre de 1950) fou pianista i musa de diversos artistes a començaments del segle xx.

## Biografia
Va néixer a Tsàrskoie Seló, on el seu pare, l'escultor d'origen polonès Cyprian Godebski, que feia de professor a l'Acadèmia Imperial de les Arts, participava en el projecte de restauració del palau imperial. La seva mare va morir durant el part.
Es va introduir al piano molt jove. Envoltada de grans músics com Franz Liszt i Gabriel Fauré va esdevenir una excel·lent intèrpret. Va fer el seu primer concert públic el 1892, però no va voler fer carrera, tocant només per al seu propi plaer i el dels seus amics. Amics com Ravel, Debussy, Satie o Stravinski. El 1893 es va casar amb Thadée Natanson, el fundador de La Revue blanche, una revista artística i literària en la qual col·laboraren els principals escriptors i aristes de l'època, amb els quals Misia entrà en contacte. Pintors com Renoir o Toulouse-Lautrec la prengueren com a musa i model. El 1905 es divorcià de Natanson i es va casar amb Alfred Edwards, fundador del diari Le Matin i un riquíssim home de negocis. El 1920 es va casar per tercer i últim cop, aquesta vegada amb el pintor català Josep Maria Sert.